# Osage (Wyoming)
Osage es un lugar designado por el censo (en inglés, census-designated place, CDP) ubicado en el condado de Weston, Wyoming, Estados Unidos. Según el censo de 2020, tiene una población de 151 habitantes.

## Geografía
La localidad está ubicada en las coordenadas 43°59′5″N 104°26′5″O / 43.98472, -104.43472 (43.98482, -104.434645). Según la Oficina del Censo, tiene un área total de 5.01 km², de la cual 4.99 km² son tierra y 0.02 km² son agua.

### Localidades adyacentes
El siguiente diagrama muestra a las localidades en un radio de 72 kilómetros (44,7 mi) de Osage.

## Demografía
En el 2000, los ingresos promedio de los hogares de la localidad eran de $25,096 y los ingresos promedio de las familias eran de $28,000. Los ingresos per cápita para la localidad eran de $24,974. Los hombres tenían ingresos per cápita de $51,250 contra $20,917 para las mujeres. Alrededor del 12.10% de la población estaba bajo el umbral de pobreza nacional.
De acuerdo con la estimación 2016-2020 de la Oficina del Censo, aproximadamente el 100% de la población está bajo el umbral de pobreza nacional.